# Jaera caspica
Jaera caspica är en kräftdjursart som beskrevs av Kesselyak 1938. Jaera caspica ingår i släktet Jaera och familjen Janiridae. Inga underarter finns listade i Catalogue of Life.